# ジョン・フィッツパトリック (初代カースルタウン男爵)
初代カースルタウン男爵ジョン・ウィルソン・フィッツパトリック（英語: John Wilson FitzPatrick, 1st Baron Castletown PC (Ire)、出生名ジョン・ウィルソン（John Wilson）、1811年9月23日 – 1883年1月22日）は、イギリスの政治家、貴族。自由党に所属し、庶民院議員（在任：1837年 – 1841年、1847年 – 1852年、1865年 – 1869年）を務めた。

## 生涯
第2代アッパー・オソリー伯爵ジョン・フィッツパトリックの庶子として、1811年9月23日にロンドンで生まれた。出生名はジョン・ウィルソンであり、1842年2月12日に女王の認可状を得て姓をフィッツパトリックに変えた。1818年2月1日に父が嫡子のないまま死去すると、クイーンズ・カウンティ（現リーシュ県）におけるグランツトン・マナー（Grantstown Manor）とリスダフ（Lisduff）、ノーサンプトンシャーにおけるグラフトン・アンダーウッドの領地を継承した。イートン・カレッジで教育を受けた。
1826年5月20日、エンサイン（歩兵少尉）としての辞令を購入して、第85歩兵連隊に配属された。1827年6月26日に中尉としての辞令を購入したが、所属連隊なしとなった。一時は半給になったが、1829年8月18日に半給状態が解除された。
1836年にクイーンズ・カウンティ県長官を務めた後、1837年から1841年まで、1847年から1852年まで、1865年から1869年までの3度にわたりクイーンズ・カウンティ選挙区の代表として庶民院議員を務めた。議会では自由党に所属した。
1848年1月28日にアイルランド枢密院の枢密顧問官に任命された。1855年11月17日にクイーンズ・カウンティ統監に任命され、1883年に死去するまで務めた。1869年12月10日、連合王国貴族であるクイーンズ・カウンティにおけるアッパー・オソリーのカースルタウン男爵に叙された。
1883年1月22日にメイフェアのハートフォード・ストリート32号（32 Hertford Street）で死去、25日にノーサンプトンシャーのグラフトン・アンダーウッドで埋葬された。息子バーナード・エドワード・バーナビーが爵位を継承した。
1883年時点の所領はサセックスにおける633エーカーとクイーンズ・カウンティにおける22,510エーカーであり、合計で年収15,758ポンド相当だった。

## 家族
1830年5月5日、オーガスタ・メアリー・ダグラス（Augusta Mary Douglas、1810年ごろ – 1899年6月3日、アーチボルド・ダグラスの娘）と結婚、1男6女をもうけた。
- ガートルード（Gertrude、1912年1月25日没） - 1862年9月9日、エドワード・ランダル・スケッフィントン・スミス（Edward Randal Skeffington Smyth、1897年12月25日没）と結婚、子供あり[2]
- オーガスタ・フレデリカ・アン（Augusta Frederica Anne、1903年2月24日没） - 1851年1月30日、ヴィジー・ドーソン閣下（Hon. Vesey Dawson、1854年11月5日没、第2代クレモーン男爵リチャード・ドーソンの息子）と結婚、子供あり。1856年10月9日、チャールズ・マグニアック（英語版）（1891年11月23日没）と再婚、子供あり[2]
- フローレンス・ヴァージニア・フォックス（Florence Virginia Fox、1912年3月5日没） - 1858年7月29日、サー・ジョージ・ウェントワース・ヒギンソン（英語版）と結婚、子供あり[2]
- セシリア・エミリー・エマ（Cecilia Emily Emma、1918年11月3日没） - 1868年6月16日、ルイス・ウィンフィールド閣下（英語版）（1891年11月12日没、第6代ポーズコート子爵リチャード・ウィンフィールドの息子）と結婚、子供なし[8]
- イーディス・スーザン・エスター（Edith Susan Esther、1906年12月1日没） - 1862年11月1日、サー・チャールズ・マレー（英語版）（1895年6月3日没）と結婚、子供あり[2]
- オリヴィア・ダグラス・エイミー（Olivia Douglas Amy、1895年5月22日没） - 1865年3月27日、第9代準男爵サー・ジョン・セブライトと結婚、子供あり[2]
- バーナード・エドワード・バーナビー（英語版）（1848年7月29日 – 1937年5月29日） - 第2代カースルタウン男爵[9]